# 吳敏求
吳敏求（英文名：Miin Wu，1948年—），臺灣企業家，旺宏電子創辦人，現任旺宏電子董事長暨執行長。 國立成功大學電機工程學系與美國史丹佛大學材料科學工程雙碩士。

## 簡介
吳敏求先生為美國史丹佛大學材料科學工程碩士。在創辦旺宏之前，他曾任職於VLSI Technology Inc.、Intel Corp.、Rockwell International及Siliconix Inc. 等半導體公司，在半導體領域已累積逾三十年以上之豐富資歷。吳敏求先生於1989年創辦旺宏電子，他於2005年三月起擔任旺宏電子董事長迄今，同時也是旺宏電子執行長及旺宏子公司全宏科技公司董事長。
吳敏求先生創辦的旺宏電子，為台灣最早推動自有品牌「產品」及「技術」的記憶體廠商，更是台灣少數具有IC設計、生產製造、封裝測試及行銷能力的IC整合元件製造公司，創建公司之初，他首創以結合統計學與半導體知識，建構「自主研發工程資料分析系統」（sNOVA），領先全球導入AI及大數據，為世界第一家生產線全面電腦化的半導體晶圓廠；。旺宏的產品品質已達到全世界半導體業唯一可以將產品不良率衡量指標提升至PPB(十億分之一)等級，目前更是全球車載電子第二大供應商這套創新系統後來也為多家本土一線半導體晶圓廠所學習及導入，影響並成就台灣全球半導體生產的樞紐地位，對國家及產業具有卓越貢獻。
在台灣半導體產業剛萌芽之際，吳敏求先生不但帶領約四十位專業人才共同返國創業，扭轉當時高科技人才多數流向海外的風氣，而部份旺宏訓練的人才，在旺宏面臨營運低谷時轉至其他公司任職，也把當初在旺宏學到的前瞻設計帶到其他公司開枝散葉。尤其，為協助國內高科技產業擁有更足夠的資源進行產品及技術研發，他更推動成立以高科技產業為投資標的之「第三類股」。1995年，旺宏電子成為第一家以第三類股在台灣上市的標竿企業，進而促成海外資金大幅提高投資台灣的比例，海外資金投資臺灣從不到40億美元大幅提升至近100億美元，開啟了台灣高科技產業蓬勃發展的盛世。
在吳敏求先生的帶領下，旺宏已成為世界級的非揮發性記憶體領導公司，不但是全球最大及最先進的唯讀記憶體生產製造廠商，在NOR型快閃記憶體方面則為亞洲第一大，全球第二大。他的卓越領導，曾先後獲得台灣商業周刊評選為「當代傑出企業人物」、Electronic Business Asia雜誌「亞洲最佳經理人」、美國電子買家新聞「全球25位創新企業總裁獎」，為唯一獲選之亞洲企業人士、更是首位躍登富比世雜誌封面人物的台灣企業家及榮獲台灣電子與材料協會「傑出貢獻獎」、美國商業周刊「亞洲之星」等多項肯定。他也獲頒交通大學名譽博士、成功大學名譽博士、清華大學名譽博士、台中一中及成功大學傑出校友、中華民國優良商人之金商獎、中華民國科技管理學會院士及卓越領導之科技管理獎、表彰對積體電路與系統設計卓越貢獻之「沈文仁教授紀念獎」、教育部社會教育貢獻獎、2021哈佛商業評論「數位轉型鼎革獎」之數位轉型領袖獎 （页面存档备份，存于）、工研院院士 （页面存档备份，存于）、2021第19屆遠見高峰會「終身成就獎」 （页面存档备份，存于）、國家元首名義頒贈與鼓勵「創新」之最高榮譽獎項第五屆「總統創新獎」及EE Awards亞洲金選獎「金選最佳管理者」等榮耀。

## 教育

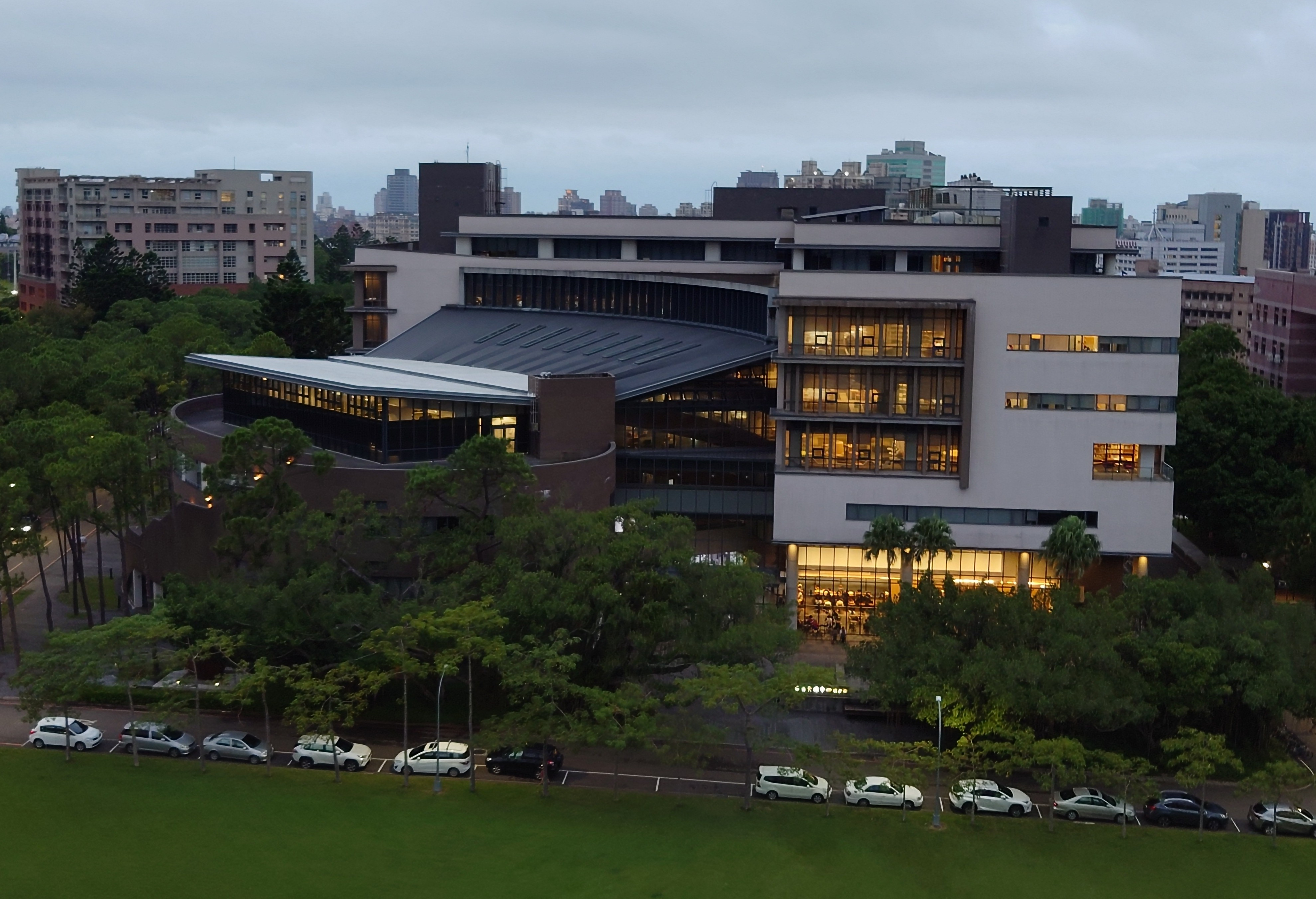
國立清華大學學習資源中心，別名旺宏館

吳敏求先生擔任董事長的旺宏教育基金會，自2000年起，持續舉辦旺宏金矽獎及旺宏科學獎，國內參與競賽師生人數眾多成為台灣科技人才指標性的競賽，為台灣教育數位轉型的重要推手。旺宏更捐贈新台幣4億元興設國立清華大學學習資源中心（清大旺宏館）及捐贈4.2億元建置成功創新中心─旺宏館（成大旺宏館），旺宏更連續10年每年捐贈成功大學1億元創設「敏求智慧運算學院」，開啟台灣AI創新應用及跨域人才培育之先河。

## 著作
| 年份          | 書名                        | 出版社   | ISBN          |
| 2022年5月20日 | 吳敏求傳-從零到卓越的識與謀 | 天下文化 | 978-986-488-9 |

## 外部連結
- . （原始内容存档于2008-09-08）.